# Amblyops ewingi
Amblyops ewingi is een aasgarnalensoort uit de familie van de Mysidae. De wetenschappelijke naam van de soort is voor het eerst geldig gepubliceerd in 1967 door Bacescu.